# Моріс Лафон
Моріс Лафон (фр. Maurice Lafont, 13 вересня 1927, Вільнев-Сен-Жорж — 8 квітня 2005) — французький футболіст, що грав на позиції захисника, зокрема за клуб «Нім-Олімпік», а також національну збірну Франції. По завершенні ігрової кар'єри — тренер.

## Клубна кар'єра
У дорослому футболі дебютував 1949 року виступами за команду «Нім-Олімпік», в якій провів два сезони, взявши участь у 8 матчах чемпіонату. 
Протягом 1951—1952 років захищав кольори клубу «Гренобль», після чого повернувся до «Нім-Олімпіка», за який відіграв ще сім сезонів своєї ігрової кар'єри.
Згодом з 1959 по 1961 рік грав у складі команд «Тулон», «Монпельє» та «Тулон».
Завершив ігрову кар'єру у команді «Шатору», за яку виступав протягом 1961—1963 років.

## Виступи за збірну
1958 року дебютував в офіційних матчах у складі національної збірної Франції. Протягом того року провів у її формі 4 матчі.
Зокрема був учасником тогорічного чемпіонату світу у Швеції, на якому французька команда здобула бронзові нагороди. Здебільшого був гравцем запасу на турнірі, взяв участь лише у грі за третє місце, в якій французи здолали збірну ФРН з рахунком 6:3.

## Кар'єра тренера
Розпочав тренерську кар'єру, ще продовжуючи грати на полі, 1961 року, як граючий тренер команди «Шатору».
Згодом протягом 1965–1967 років тренував команду «Віші», після чого протягом сезону очолював тренерський штаб «Шербура».
Помер 8 квітня 2005 року на 78-му році життя.

## Титули і досягнення
- Бронзовий призер чемпіонату світу: 1958